# Cintractiellaceae
Cintractiellaceae Vánky – rodzina grzybów z rzędu głowniowców (Ustilaginales).

## Systematyka
Pozycja w klasyfikacji według Index Fungorum: Ustilaginales, Ustilaginomycetidae, Ustilaginomycetes, Ustilaginomycotina, Basidiomycota, Fungi.
Według Index Fungorum, który bazuje na Dictionary of the Fungi jest to takson monotypowy. Należy do niego jeden rodzaj:
- Cintractiella Boedijn 1937